# Sander Debroux
Sander Debroux (Etterbeek, 23 september 1982) is een Belgische voetballer die bij voorkeur als middenvelder speelt.
Debroux speelde tussen 2004 en 2009 vijf seizoenen voor Sint-Truiden, waarvan de eerste vier seizoenen in de eerste klasse. Hij kwam 94 keer aan de bak in de hoogste afdeling en scoorde er vier keer. Vanaf het seizoen 2009-2010 speelde hij opnieuw voor OH Leuven, waar hij al eerder  aan de slag was. In het midden van het seizoen 2010/2011 stapte hij over naar Tempo Overijse